# Psychoda balaenica
Psychoda balaenica är en tvåvingeart som beskrevs av Quate 1996. Psychoda balaenica ingår i släktet Psychoda och familjen fjärilsmyggor.
Artens utbredningsområde är Costa Rica. Inga underarter finns listade i Catalogue of Life.